# Người vợ ma
Người vợ ma là một vở thoại kịch hai phần của các tác giả Xuyên Lâm và Thái Hòa, được trình diễn lần đầu vào năm 2006 tại Sài Gòn.

## Lịch sử
Đầu thập niên 2000, sân khấu hài kịch Sài Gòn sa sút vì không cạnh tranh lại với Làn Sóng Xanh và Hàn lưu, trong khi khán giả ngày càng ỷ vào truyền hình để lười tới rạp. Ở bối cảnh ảm đạm đó, các chương trình Gặp nhau cuối tuần và Gala cười được coi như sự cứu viện tạm thời từ miền Bắc cũng ngày càng sa lầy, khiến cho sân khấu hai miền có nguy cơ tan rã. Sân khấu Việt Nam lại đứng trước chọn lựa hoặc cách tân hoặc hòa tan vào các loại hình văn nghệ khác ăn khách hơn.
Ngay từ năm 2003, nghệ sĩ Hồng Vân đã có ý định dựng vở bi trường kịch Người vợ ma của kí giả Quang Thi (bút danh Xuyên Lâm), nhưng vì độ khó trong diễn biến tâm lý nhân vật nên có ít nhất hai đạo diễn kỳ cựu khi vừa đọc kịch bản đều từ khước. Tác phẩm tưởng chừng vĩnh viễn bỏ xó, nhưng vào năm 2005, nam tài tử Thái Hòa - bấy giờ vốn rất ăn khách ở mảng tấu hài - lại xin bà bầu Hồng Vân thử làm đạo diễn vì "muốn làm một cái gì đó thật mới mẻ, chưa từng trùng lặp, đặc biệt là thích dựng kịch ma, kịch kinh dị". Khi thủ bản đến tay, ông quyết định dựng bằng được.
Tối 18 tháng 10 năm 2006, xuất diễn đầu Người vợ ma ra mắt khán giả tại Sân khấu kịch Phú Nhuận kèm đề tựa trên bích chương "Không giải quyết trẻ em và người có bệnh tim". Từ thời điểm đó tới mấy tháng sau, vở diễn gây cháy vé và trở thành một hiện tượng văn nghệ cho suốt hai năm. Mà theo lời nghệ sĩ Hồng Vân, kể từ năm 2006 tới tận 2020, khi dịch Covid-19 buộc sân khấu tạm ngưng, Người vợ ma hễ lần nào công diễn đều hấp dẫn lượng khán giả vô cùng lớn, không hẳn vì cốt truyện kì quái mà chủ yếu do hiệu ứng thính-thị giác cùng lối diễn thoại lúc hài lúc bi của mỗi nhân vật.
Cũng theo lời nghệ sĩ Cát Phượng, sau khi Người vợ ma đạt thành công vang dội, nghệ sĩ Thái Hòa quyết định dựng tiếp Người vợ ma 2: Ngôi nhà hoang và Người vợ ma 3: Ảnh ảo. Trong đó, Thái Hòa phác thảo kịch bản và dựng thoại, còn Cát Phượng chuốt lại cho ra ngôn ngữ kịch hơn. Tuy nhiên, các phần này về sau ít được dựng lại vì đạt tỉ suất khán giả rất thấp so với phần đầu.

### Nội dung
Trong căn biệt thự màu tro lạnh, nhà tỉ phú Tâm rước về một gái mại dâm tên Lan làm vợ. Nhưng ông chỉ mải mê với công chuyện làm ăn và những cái bắt tay sặc mùi kim tiền, để tới nỗi người vợ cảm thấy cô đơn quá mà ngoại tình, và khi hối lỗi bèn tự vẫn. Kể từ đó, căn buồng ngủ của phu nhân nhà tỉ phú bị khóa kín, chăn chiếu giường tủ vẫn nguyên như sinh thời.
Ít lâu sau, nhà tỉ phú tái hôn với Thủy - một người đàn bà trẻ trung sắc sảo, vốn hành nghề bác sĩ tâm lý và có ngoại hình giống hệt vợ quá cố. Khoảng dăm tuần sau, đứa con gái tên Yến của nhà tỉ phú với vợ quá cố cứ thường nói rằng đêm nào mẹ cũng về thủ thỉ với cô trong bộ dạng khi tự tử. Ban đầu, cả nhà tỉ phú và gia nhân đều không tin, nhưng sau tới mụ vú cùng lão quản gia cũng thấy thế. Từ chỗ ngờ sợ, họ đâm ra kín đáo dò xét nội tình.
Đương lúc quẫn bách, nhà tỉ phú còn mướn hẳn một chuyên gia tâm lý học về điều tra. Thế rồi sự thật cũng hé lộ, người vợ mới đã thuê người giả dạng bà vợ quá cố hòng ép cho đứa con chồng bị rối loạn tâm thần, những mong từ đó độc chiếm gia tài. Tuy nhiên, đúng lúc này, hồn ma thật của người vợ lại hiện về báo oán cô vợ mới, khiến cho những người hiện diện không biết đâu mà ma thật đâu là ma giả, và ai mới thực là người vợ cũ về trò truyện hằng đêm với đứa con gái nhỏ.
Ở hai phần sau, nhà tỉ phú lượng thứ cho tội ác của cô vợ mới. Gia đình chuyển tới một căn biệt thự khác nhưng tai ương tiếp tục giáng xuống đầu họ.

### Nhân vật
- Ông Tâm: Nhà đại tỉ phú, chủ nhân căn biệt thự màu tro lạnh
- Bà Thủy / Người vợ ma (Lan): Vợ cũ và vợ mới ông Tâm
- Bé Yến: Con ông Tâm với vợ quá cố, thường ngồi giường ôm búp bê
- A Sửu: Lão quản gia gốc Triều, nhân vật tấu hài duy nhứt
- Mụ vú: Coi bé Yến như con, tính nhát như cáy
- Khôi: Gã trai nghiện ma túy, bị ám ảnh bởi tiếng dương cầm canh khuya

## Văn hóa
Tại Việt Nam, cho tới thời điểm trước năm 2021 vẫn chưa phổ biến rộng rãi trong quần chúng hệ thống khái niệm về dòng "kịch hắc ám" (恐怖劇, horror plays) và các lý thuyết bổ trợ để hiểu rõ vấn đề nghệ thuật này. Giới truyền thông và văn nghệ chuyên nghiệp cũng chỉ gọi nôm na là "kịch ma", "kịch kinh dị" hay "kịch tâm lý kinh dị". Tuy nhiên, trong các luận văn và chuyên đề khoa học từ cấp đại học trở lên, dòng kịch tâm lý ám ảnh nói chung được coi là một phần của lý thuyết Con mèo đen, gọi theo một đoản thiên của tác gia Edgar Allan Poe hoặc đôi khi Con ma nhà họ Can theo một tiểu thuyết của tác gia Oscar Wilde.
Theo lời kí giả Quang Thi, ông soạn vở Người vợ ma dựa trên thi pháp Edgar Allan Poe (Con quạ) và Bồ Tùng Linh (Liêu trai chí dị). Tuy nhiên, nội dung kịch phẩm này đôi chút có ảnh hưởng của vở Con tinh xuất hiện giữa thủ đô do tác gia Nguyễn Thành Châu (Năm Châu) soạn năm 1963, đặc biệt qua hình tượng người vợ cũ/đứa con gái và lão quản gia người Tiều có nhiều điểm tương đồng.
| “                  | Lúc viết “Người vợ ma”, tôi đâu có nghĩ nó... thành công đến vậy. Lúc đó, độ năm 2003, tôi nhận thấy sân khấu hài không sớm thì muộn cũng sa vào lối mòn, với những mảng miếng cũ, còn dựa vào tài năng diễn xuất của diễn viên mãi cũng không được. Tôi nghĩ đến một tiết tấu kịch nhanh, được dẫn dắt bởi nhiều bất ngờ, và có nhiều kỹ xảo sân khấu để thêm màu sắc và hỗ trợ diễn viên. Lúc đó, tôi bỗng nhớ đến câu chuyện “người vợ ma” mà tôi bị ám ảnh từ nhỏ, nên viết ra. Thế nên, tôi không nghĩ cái gì thuộc về ma đều ăn khách. Đến một ngày nào đó, sân khấu có một câu chuyện cảm động, sâu sắc được chuyển tải bằng một hình thức hấp dẫn, đầy mới mẻ... thì tôi nghĩ sẽ có những hiện tượng như “Người vợ ma” tiếp theo mà thôi. Tôi cho rằng “ma” cũng là một cảm giác thường trực của con người. Một cảm giác của nỗi sợ hãi, của bản năng. Con người từ nhỏ tới lớn thử hỏi ai không một lần được nghe kể chuyện ma? Nhưng, nghệ thuật không được đứng dưới hay ngang bằng để “lợi dụng” cảm giác đó, mà phải biến thứ cảm giác bản năng sợ hãi kia thành cảm xúc, thành nhận thức. Nghĩa là, từ “ma” bạn phải kể ra một câu chuyện về thế giới con người. | ” |
| — Kí giả Quang Thi | |   |

Vở diễn này trước nhất đem lại danh vọng cho nghệ sĩ Thái Hòa, từ một "kép nhí" của sân khấu hài, ông được hãng Chánh Phương mời vào loạt vai nặng kí trong các phim màn ảnh đại vĩ tuyến và trở thành gương mặt điện ảnh bảo chứng doanh thu suốt hai thập niên đầu thế kỷ XXI. Người vợ ma cũng tiên khởi trào lưu dựng kịch và phim kinh dị tại Việt Nam, vốn là mảng thời gian dài trước đó tương đối khó thực hiện và cũng không mấy khi qua được lưới kiểm duyệt. Qua đó chấn hưng sân khấu và điện ảnh Việt Nam được một thời gian khá dài cho tới khi bão hòa và phải chuyển hướng khác.
- Năm 2020, kênh YouTube của nghệ sĩ nhân dân Hồng Vân đã khai trương loạt video Chuyện ma có thật, áp dụng những hiệu ứng từ sự thành công của nhóm kĩ thuật viên Người vợ ma.
- Trong chương trình Ký ức vui vẻ mùa 3 tập 21 (2021), nhà sản xuất đã dựng một trích đoạn Người vợ ma. Trong đó, đôi nghệ sĩ Hồng Vân và Minh Nhí đã kể lại chút kỷ niệm "rợn tóc gáy" trực tiếp liên đới xuất phẩm này.[9]